# Max-Alain Gradel
Max-Alain Gradel, né le 30 novembre 1987 à Abidjan en Côte d'Ivoire, est un footballeur international ivoirien qui évolue au poste d'ailier gauche au Amed SK.

## Biographie

### Club

#### Jeunesse dans son quartier
Il évolue dans sa jeunesse au club de Championnet Sport dans le 18e arrondissement de Paris, à la Porte de Clignancourt, quartier dont il est originaire, puis il s'envole vers l'Angleterre.

#### Formation à Leicester
Formé de 18 à 20 ans à Leicester City, il ne réussit cependant pas à s'imposer et est prêté pour la saison 2007-2008 à Bournemouth qui est plutôt concluant. À 21 ans, il joue 32 matchs avec Leicester City lors de la saison 2008-2009 (troisième division).

#### Leeds
Lors de la saison 2009-2010, Gradel est de nouveau prêté dans une division inférieure, mais cette fois-ci à Leeds United. Le coach Simon Grayson est convaincu de ses prestations et décide de le transférer définitivement, pour 200 000 livres Sterling.
Après s'être imposé peu à peu dans le dispositif de Leeds, il explose la saison suivante avec 18 buts et 7 passes décisives à la clé, alors que le club, tout juste promu en Championship, vise déjà la montée. Il participe par ailleurs à la double-rencontre de FA Cup face à Arsenal, où au match aller il obtient un penalty, transformé par Robert Snodgrass. Le 30 avril 2011, il est récompensé de sa saison en étant élu joueur de l'année par les fans et par les joueurs de son équipe. À regret, les dirigeants le laissent partir à l'AS Saint-Étienne en Ligue 1 française, Max-Alain souhaitant jouer à plus haut niveau.

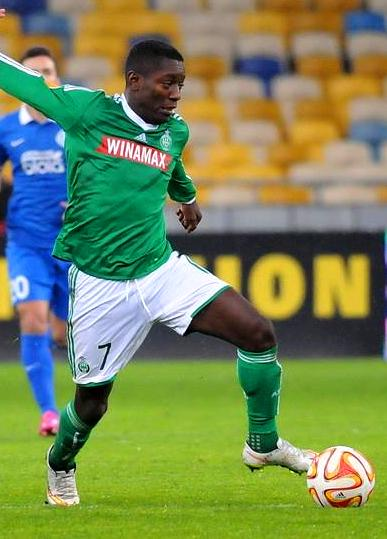
Dnepr-StEttine (3)

#### AS Saint-Étienne
Le 31 août 2011, à la fin du mercato, Gradel signe un contrat de quatre ans en faveur de l'AS Saint Étienne. Le montant de son transfert s'élève à 2,5 millions d'euros.
Le 26 novembre 2011, il marque son 1er but en Ligue 1 avec l'ASSE au cours du match Saint-Étienne - Ajaccio (3-1). Le 31 mars 2014, il marque le but de la victoire (2-1) face à Lyon pour le derby à l'extérieur.
Sa dernière saison chez les Verts sera la plus aboutie. Il se révèle être un élément décisif du dispositif offensif de Christophe Galtier grâce à ses qualités de buteur et de passeur. Il sera ainsi le meilleur buteur de l'ASSE en 2014-2015 avec notamment 17 buts inscrits en Ligue 1.

#### Retour à Bournemouth
Le 4 août 2015, Gradel décide de quitter l'ASSE pour l'AFC Bournemouth, qu'il a déjà connu lors de deux prêts en 2007-2008. Il s'engage pour quatre ans avec le promu de Premier League.
Le 29 août 2015, il est victime d'une blessure au genou gauche, les examens révèlent une rupture des ligaments croisés le tenant éloigné des terrains pendant environ six mois. Il fait son retour en février 2016. Le 12 mars 2016, lors de la 30e journée de Premier League contre Swansea, il marque son premier but avec sa nouvelle équipe et est également passeur décisif pour Joshua King. Il contribue ainsi largement à la victoire des siens (3-2).

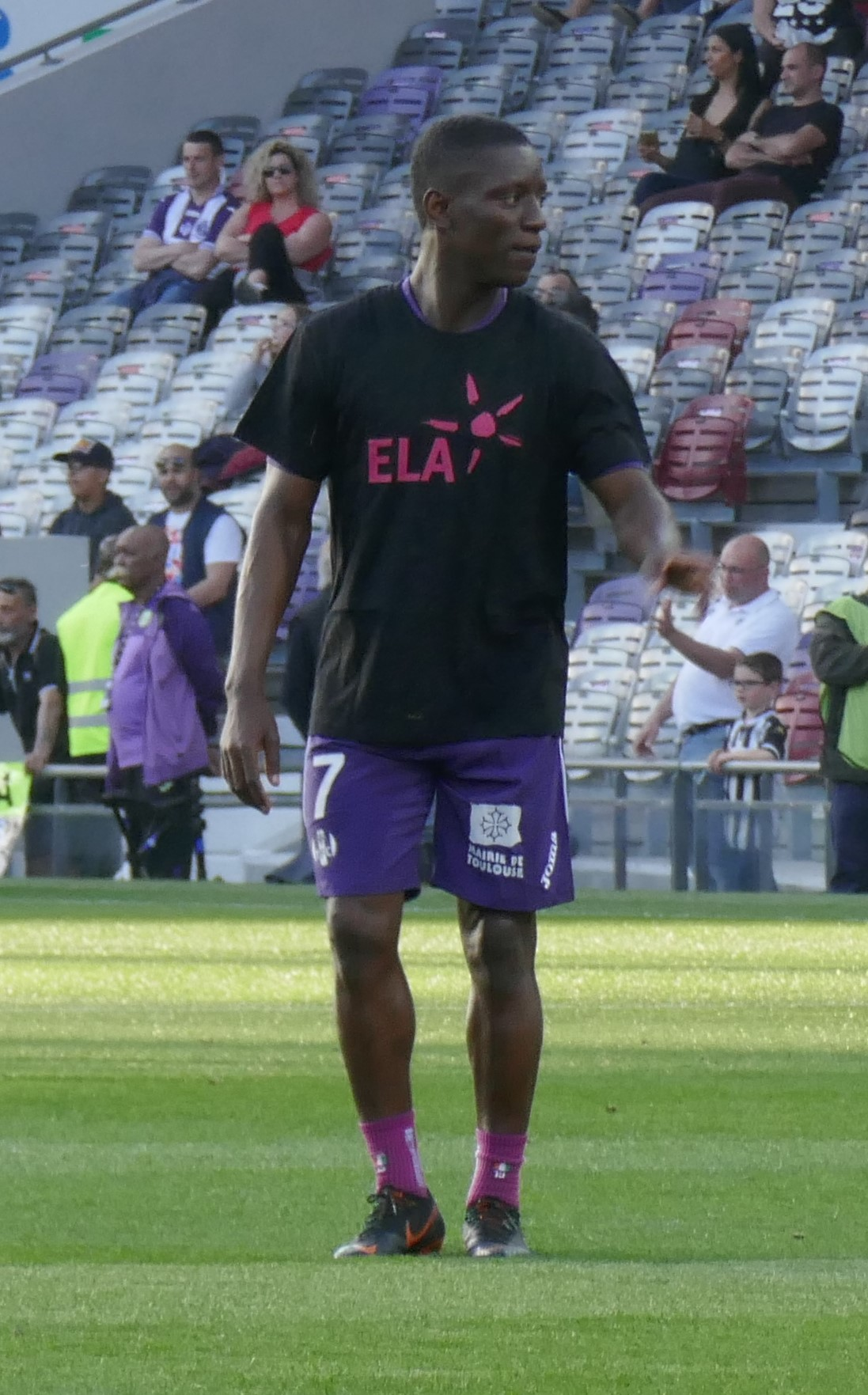
Max-Alain Gradel (2018-04-21)

#### Toulouse FC
Le 16 août 2017, Gradel est prêté une saison sans option d'achat au Toulouse FC. Son premier match avec le club toulousain est un déplacement pour affronter le PSG en Ligue 1 (défaite toulousaine 6-2) où il ouvre le score d'une reprise de volée. Il effectue à Toulouse une saison pleine, acquérant rapidement la place de titulaire sur l'aile gauche de l'attaque toulousaine avec 8 buts et 1 passe décisive. Sous la direction de Pascal Dupraz, Gradel, un des joueurs les plus âgés de l'effectif, devient un chef de file dans le vestiaire.
Le 25 juin 2018, il est définitivement transféré au Toulouse FC pour une durée de trois ans. À l'issue des matchs de préparation, le nouvel entraîneur de Toulouse, Alain Casanova annonce qu'il est le capitaine de l'équipe.
Durant la saison 2018-2019, il inscrit 11 buts en championnat et finit la saison en tant que meilleur buteur de son équipe. Il inscrit son premier doublé avec le club à Lille (1-2), sur deux penaltys et il égalise en toute fin de match face à Caen en marquant sur coup franc. Cette saison est cependant entachée par 3 penaltys ratés sur la saison.
En décembre 2019, il se blesse à l'entraînement au quadriceps droit, ce qui le contraint à deux mois d'absence des terrains. Relégué en Ligue 2, le club toulousain subit une baisse de budget et le salaire de Gradel devient une charge lourde pour le club. Le 13 août 2020, la direction toulousaine libère son joueur initialement sous contrat jusqu'en juin 2021. Sous le maillot toulousain, Max-Alain Gradel aura disputé 96 matchs toutes compétitions confondues et marqué 28 buts.

#### Sivasspor
Libéré de sa dernière année de contrat avec le TFC, il signe un contrat de deux ans avec Sivasspor en Süper Lig le 16 août 2020,. Il marque son premier but pour Sivasspor le 20 septembre 2020 contre le BB Erzurumspor, en championnat. Son équipe s'impose par deux buts à un ce jour-là.
Le 9 février 2022, Gradel se fait remarquer lors d'une rencontre de coupe de Turquie face à Bandırmaspor (en) en marquant trois buts. Il est titularisé ce jour-là et permet à son équipe de l'emporter (2-4 score final).

#### Gaziantep FK
Le 25 juillet 2023 Max-Alain Gradel prend la direction d'un autre club turc, le Gaziantep FK. L'ailier de 35 ans signe un contrat de deux ans.
Gradel marque son premier et unique but pour Gaziantep le 23 décembre 2023, lors d'une rencontre de championnat face au Fatih Karagümrük SK. Titulaire, il participe à la victoire de son équipe par trois buts à zéro.

### Sélection nationale

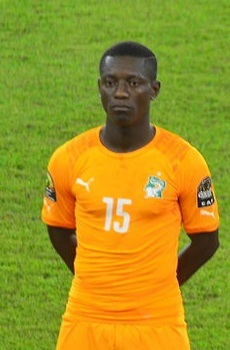
Gradel lors de la coupe d'Afrique des nations de football 2015.

Il est sélectionné pour jouer avec la Côte d'Ivoire le 27 mars 2011 contre le Bénin mais reste sur le banc de touche durant toutes les 90 minutes. Il honore sa première cape face à ce même Bénin le 5 juin 2011 en rentrant en cours de jeu lors de la victoire des Elephants (6-2) en match éliminatoire de la CAN 2012.
Il fait partie de la liste des 23 de François Zahoui pour la Coupe d'Afrique des nations 2012. Durant la compétition, il est la doublure de Salomon Kalou et entre souvent en cours de jeu pour le remplacer. La Côte d'Ivoire arrive jusqu'en finale mais perd face à la Zambie aux tirs au but.
Il continue par la suite d'être appelé par la sélection nationale malgré les changements d’entraîneur (Sabri Lamouchi, Hervé Renard). Il marque son premier but le 15 août 2012 en match amical face à la Russie au Stade Lokomotiv à Moscou.
Il participe à la Coupe d'Afrique des nations 2013 puis à la Coupe du monde 2014 au Brésil, mais joue peu durant ce mondial, n'entrant en jeu que lors du match face à la Colombie. Les éléphants perdent le match (2-1) ainsi que celui contre la Grèce sur le même score et sont éliminés dès les poules.
Déclaré blessé par son club l'AS Saint-Étienne, il est un temps incertain pour la Coupe d'Afrique des nations 2015 en Guinée équatoriale. Finalement il fait partie de la liste des 23 joueurs choisi par Hervé Renard. Lors du second match du premier tour face au Mali, il permet à son équipe d'éviter la défaite en marquant à la fin du match. Il marque l'unique but du match contre le Cameroun permettant à son équipe de se qualifier pour les quarts de finale. L'équipe de Côte d'Ivoire ira jusqu'au bout de la compétition. Il remporte donc avec ses équipiers la CAN et devient champion d'Afrique.
Malgré quelques hésitations quant à son avenir avec la sélection à la suite de la Coupe d'Afrique des nations 2017, il participe aux phases de qualification pour la Coupe du monde 2018, sans que son équipe ne parvienne à s'y qualifier.
Il est de nouveau convoqué à la Coupe d'Afrique des nations 2019 en Égypte où la Côte d'Ivoire se voit éliminée en quarts-de-finales par l'Algérie aux tirs-au-but.
Puis à la Coupe d'Afrique des nations 2021 au Cameroun, éliminé en huitièmes-de-finales par l'Égypte aux tirs-au-but encore une fois.
Le 28 décembre 2023, il est retenu dans la liste des vingt-sept joueurs ivoiriens sélectionnés par Jean-Louis Gasset pour disputer la Coupe d'Afrique des nations 2023.
Le 11 février 2024, la Côte d'Ivoire remporte la Coupe d'Afrique des nations 2024 face au Nigeria en s'imposant 2-1 grâce à un but de Franck Kessié à la 62e minute et Sébastien Haller à la 81e minute. C'est la deuxième Coupe d'Afrique des nations qu'il remporte.
En tant que capitaine de l'équipe nationale, il est celui qui fait le discours officiel devant la nation, le mardi 13 février 2024, au palais présidentiel au nom de ses coéquipiers lors de la cérémonie organisé par le Chef de l’État afin de les décorer pour leur sacre à la CAN 2023. En mars, il prend sa retraite internationale après une 113e et dernière sélection lors d'un match amical contre le Bénin disputé à Amiens. Il inscrit un but lors de cette rencontre, son 18e sous le maillot ivoirien.

## Statistiques

### Statistiques détaillées
| Saison                | Club                   | Championnat           | Championnat | Championnat | Championnat | Coupe nationale | Coupe nationale | Coupe nationale | Coupe de la Ligue | Coupe de la Ligue | Coupe de la Ligue | Compétition(s) continentale(s) | Compétition(s) continentale(s) | Compétition(s) continentale(s) | Compétition(s) continentale(s) | Autres | Autres | Autres | Côte d'Ivoire | Côte d'Ivoire | Côte d'Ivoire | Total | Total | Total |
| Saison                | Club                   | Division              | M.          | B.          | P.d.        | M.              | B.              | P.d.            | M.                | B.                | P.d.              | Comp.                          | M.                             | B.                             | P.d.                           | M.     | B.     | P.d.   | M.            | B.            | P.d.          | M.    | B.    | P.d.  |
| 2007-2008             | AFC Bournemouth (prêt) | League One            | 15          | 4           | 0           | 2               | 1               | 0               | 1                 | 0                 | 0                 | -                              | -                              | -                              | -                              | 1      | 0      | 0      | -             | -             | -             | 19    | 5     | 0     |
| 2008                  | AFC Bournemouth (prêt) | League One            | 19          | 5           | 0           | -               | -               | -               | -                 | -                 | -                 | -                              | -                              | -                              | -                              | -      | -      | -      | -             | -             | -             | 19    | 5     | 0     |
| Sous-total            | Sous-total             | Sous-total            | 34          | 9           | 0           | 2               | 1               | 0               | 1                 | 0                 | 0                 | -                              | -                              | -                              | -                              | 1      | 0      | 0      | -             | -             | -             | 38    | 10    | 0     |
| 2008-2009             | Leicester City         | League One            | 27          | 1           | 0           | 2               | 1               | 0               | 2                 | 0                 | 1                 | -                              | -                              | -                              | -                              | 1      | 0      | 0      | -             | -             | -             | 32    | 2     | 1     |
| 2009-2010             | Leicester City         | Championship          | -           | -           | -           | -               | -               | -               | 1                 | 0                 | 0                 | -                              | -                              | -                              | -                              | -      | -      | -      | -             | -             | -             | 1     | 0     | 0     |
| Sous-total            | Sous-total             | Sous-total            | 27          | 1           | 0           | 2               | 1               | 0               | 3                 | 0                 | 1                 | -                              | -                              | -                              | -                              | 1      | 0      | 0      | -             | -             | -             | 33    | 2     | 1     |
| 2009-2010             | Leeds United           | League One            | 32          | 6           | 6           | -               | -               | -               | 1                 | 0                 | 0                 | -                              | -                              | -                              | -                              | 3      | 0      | 0      | -             | -             | -             | 36    | 6     | 6     |
| 2010-2011             | Leeds United           | Championship          | 41          | 18          | 5           | 2               | 0               | 1               | 1                 | 0                 | 1                 | -                              | -                              | -                              | -                              | -      | -      | -      | -             | -             | -             | 44    | 18    | 7     |
| 2011                  | Leeds United           | Championship          | 4           | 1           | 0           | -               | -               | -               | 1                 | 0                 | 0                 | -                              | -                              | -                              | -                              | -      | -      | -      | 1             | 0             | 0             | 6     | 1     | 0     |
| Sous-total            | Sous-total             | Sous-total            | 77          | 25          | 11          | 2               | 0               | 1               | 2                 | 0                 | 1                 | -                              | -                              | -                              | -                              | 3      | 0      | 0      | 1             | 0             | 0             | 85    | 25    | 13    |
| 2011-2012             | AS Saint-Étienne       | Ligue 1               | 29          | 6           | 3           | -               | -               | -               | 1                 | 0                 | 0                 | -                              | -                              | -                              | -                              | -      | -      | -      | 11            | 0             | 1             | 41    | 6     | 4     |
| 2012-2013             | AS Saint-Étienne       | Ligue 1               | 23          | 3           | 2           | -               | -               | -               | 3                 | 0                 | 0                 | -                              | -                              | -                              | -                              | -      | -      | -      | 8             | 2             | 1             | 34    | 5     | 3     |
| 2013-2014             | AS Saint-Étienne       | Ligue 1               | 18          | 5           | 5           | 1               | 0               | 0               | 1                 | 0                 | 0                 | -                              | -                              | -                              | -                              | -      | -      | -      | 5             | 1             | 0             | 25    | 6     | 5     |
| 2014-2015             | AS Saint-Étienne       | Ligue 1               | 31          | 17          | 4           | 1               | 0               | 0               | 1                 | 0                 | 0                 | C3                             | 7                              | 0                              | 1                              | -      | -      | -      | 15            | 5             | 3             | 55    | 22    | 8     |
| 2015                  | AS Saint-Étienne       | Ligue 1               | -           | -           | -           | -               | -               | -               | -                 | -                 | -                 | C3                             | 1                              | 0                              | 1                              | -      | -      | -      | -             | -             | -             | 1     | 0     | 1     |
| Sous-total            | Sous-total             | Sous-total            | 101         | 31          | 14          | 2               | 0               | 0               | 6                 | 0                 | 0                 | -                              | 8                              | 0                              | 2                              | -      | -      | -      | 39            | 8             | 5             | 156   | 39    | 21    |
| 2015-2016             | AFC Bournemouth        | Premier League        | 14          | 1           | 4           | -               | -               | -               | -                 | -                 | -                 | -                              | -                              | -                              | -                              | -      | -      | -      | 4             | 1             | 0             | 18    | 2     | 4     |
| 2016-2017             | AFC Bournemouth        | Premier League        | 11          | 0           | 0           | -               | -               | -               | 2                 | 1                 | 0                 | -                              | -                              | -                              | -                              | -      | -      | -      | 8             | 0             | 1             | 21    | 1     | 1     |
| Sous-total            | Sous-total             | Sous-total            | 25          | 1           | 4           | -               | -               | -               | 2                 | 1                 | 0                 | -                              | -                              | -                              | -                              | -      | -      | -      | 12            | 1             | 1             | 39    | 3     | 5     |
| 2017-2018             | Toulouse FC (prêt)     | Ligue 1               | 29+2        | 8+1         | 1+1         | 1               | 0               | 0               | 3                 | 2                 | 2                 | -                              | -                              | -                              | -                              | -      | -      | -      | 5             | 1             | 0             | 40    | 12    | 4     |
| 2018-2019             | Toulouse FC            | Ligue 1               | 36          | 11          | 8           | 3               | 2               | 2               | -                 | -                 | -                 | -                              | -                              | -                              | -                              | -      | -      | -      | 12            | 2             | 1             | 51    | 15    | 11    |
| 2019-2020             | Toulouse FC            | Ligue 1               | 21          | 3           | 2           | -               | -               | -               | 1                 | 1                 | 0                 | -                              | -                              | -                              | -                              | -      | -      | -      | 5             | 0             | 0             | 27    | 4     | 2     |
| Sous-total            | Sous-total             | Sous-total            | 88          | 23          | 12          | 4               | 2               | 2               | 4                 | 3                 | 2                 | -                              | -                              | -                              | -                              | -      | -      | -      | 22            | 3             | 1             | 118   | 31    | 17    |
| 2020-2021             | Sivasspor              | Süper Lig             | 39          | 11          | 14          | 3               | 0               | 0               | -                 | -                 | -                 | C3                             | 6                              | 1                              | 1                              | -      | -      | -      | 8             | 1             | 2             | 56    | 13    | 17    |
| 2021-2022             | Sivasspor              | Süper Lig             | 31          | 3           | 12          | 5               | 4               | 0               | -                 | -                 | -                 | C4                             | 3                              | 0                              | 0                              | -      | -      | -      | 12            | 3             | 2             | 51    | 10    | 14    |
| 2022-2023             | Sivasspor              | Süper Lig             | 30          | 7           | 6           | 4               | 1               | 1               | -                 | -                 | -                 | C3+C4                          | 2+7                            | 0+2                            | 0+3                            | 1      | 0      | 0      | 6             | 1             | 0             | 50    | 11    | 10    |
| Sous-total            | Sous-total             | Sous-total            | 100         | 21          | 32          | 12              | 5               | 1               | -                 | -                 | -                 | -                              | 18                             | 3                              | 4                              | 1      | 0      | 0      | 26            | 4             | 4             | 157   | 33    | 41    |
| 2023-2024             | Gaziantep FK           | Süper Lig             | 21          | 1           | 3           | 1               | 0               | 0               | -                 | -                 | -                 | -                              | -                              | -                              | -                              | -      | -      | -      | 8             | 1             | 1             | 30    | 2     | 4     |
| Total sur la carrière | Total sur la carrière  | Total sur la carrière | 473         | 112         | 76          | 25              | 9               | 4               | 18                | 4                 | 4                 | -                              | 26                             | 3                              | 6                              | 6      | 0      | 0      | 110           | 18            | 12            | 658   | 146   | 102   |

### Buts internationaux
|    | Date             | Lieu                                                           | Adversaire         | Score | Résultat | Compétition                             |
| -- | ---------------- | -------------------------------------------------------------- | ------------------ | ----- | -------- | --------------------------------------- |
| 1  | 15 août 2012     | Stade Lokomotiv, Moscou (Russie)                               | Russie             | 0-1   | 1-2      | Match amical                            |
| 2  | 8 septembre 2012 | Stade Félix-Houphouët-Boigny, Abidjan (Côte d'Ivoire)          | Sénégal            | 4-2   | 4-2      | Qualifications à la CAN 2013            |
| 3  | 5 mars 2014      | Stade du Roi Baudoin, Bruxelles (Belgique)                     | Belgique           | 2-2   | 2-2      | Match amical                            |
| 4  | 11 octobre 2014  | Stade des Martyrs, Kinshasa (République démocratique du Congo) | RD Congo           | 1-2   | 1-2      | Qualifications à la CAN 2015            |
| 5  | 14 novembre 2014 | Stade Félix-Houphouët-Boigny, Abidjan (Côte d'Ivoire)          | Sierra Leone       | 3-1   | 5-1      | Qualifications à la CAN 2015            |
| 6  | 24 janvier 2015  | Nuevo Estadio de Malabo, Malabo (Guinée équatoriale)           | Mali               | 1-1   | 1-1      | CAN 2015                                |
| 7  | 28 janvier 2015  | Nuevo Estadio de Malabo, Malabo (Guinée équatoriale)           | Cameroun           | 1-0   | 1-0      | CAN 2015                                |
| 8  | 29 mars 2015     | Stade Félix-Houphouët-Boigny, Abidjan (Côte d'Ivoire)          | Guinée équatoriale | 1-1   | 1-1      | Match amical                            |
| 9  | 29 mars 2016     | Al Merreikh Stadium, Omdourman (Soudan)                        | Soudan             | 0-1   | 1-1      | Qualifications à la CAN 2017            |
| 10 | 2 septembre 2017 | Stade d'Angondjé, Libreville (Gabon)                           | Gabon              | 0-1   | 0-3      | Éliminatoires de la Coupe du monde 2018 |
| 11 | 9 septembre 2018 | Stade régional Nyamirambo, Kigali (Rwanda)                     | Rwanda             | 0-2   | 1-2      | Qualifications à la CAN 2019            |
| 12 | 1er juillet 2019 | Stade du 30 Juin, Le Caire (Égypte)                            | Namibie            | 1-0   | 4-1      | CAN 2019                                |

## Palmarès

### En club
- Leicester City
  - Champion de League One (D3) en 2009
- Leeds United
  - Vice-champion de League One (D3) en 2010
- AS Saint Étienne
  - Vainqueur de la Coupe de la Ligue en 2013

### En sélection nationale
- Côte d'Ivoire
  - Finaliste de la Coupe d'Afrique des nations en 2012
  - Vainqueur de la Coupe d'Afrique des nations en 2015 et 2023

### Distinctions personnelles
- Élu meilleur joueur de l'année de Leeds United en 2011.
- Membre de l'équipe type de la Coupe d'Afrique des nations 2015[35].